# Beatus de San Pedro de Cardeña
Le Beatus dit de San Pedro de Cardeña est un manuscrit enluminé contenant un commentaire de l'Apocalypse de Beatus de Liébana, écrit et peint vers 1180. Il contient 51 enluminures mélangeant le style des Beatus espagnols du Haut Moyen Âge à l'enluminure romane. Démembré au cours du XIXe siècle, il est actuellement conservé partiellement en quatre parties : 135 folios au Musée archéologique national de Madrid, 15 folios au Metropolitan Museum of Art de New York, 2 à la bibliothèque de Francisco de Zabálburu y Basabe de Madrid et 1 au musée diocésain de Gérone. 

## Historique
Le manuscrit pourrait avoir été écrit et décoré au sein du scriptorium de Monastère de San Pedro de Cardeña à Castrillo del Val, non loin de Burgos et qui lui a donné son nom usuel. Cependant, aucun document ne permet de confirmer cette origine, si ce n'est une mention ancienne du XIXe siècle qui indique cette provenance pour la partie du manuscrit actuellement au musée archéologique national. Ses décorations sont très proches d'un autre manuscrit provenant de ce monastère mais celui-ci est d'une date postérieure. D'autres indices stylistiques pourraient aussi indiquer une provenance de Tolède. Le manuscrit montre de nombreuses similarités avec le Beatus conservé à la John Rylands Library (Latin Ms.8) qui pourrait avoir été son modèle, mais, là encore, rien ne permet de connaître l'origine exacte de ce dernier manuscrit. 
La trace du manuscrit ne se retrouve qu'en 1871, date à laquelle la majeure partie du manuscrit est acquise par le Musée archéologique national de Madrid sous la forme d'un codex relié. 15 feuillets isolés sont localisés en France toujours du XIXe siècle et ont appartenu à la collection Le Roy puis à Jean-Joseph Marquet-Vasselot. Ils sont acquis par le Metropolitan Museum of Art de New York en 1991. Deux autres folios sont conservés au sein de la collection Heredia-Spínola actuellement Bibliothèque Francisco de Zabálburu y Basabe de Madrid et un dernier se trouve au sein des collections du musée diocésain de Gérone.

## Description
Le texte de l'ouvrage s'apparente au second type de manuscrits du Beatus, qui s'achèvent généralement par le Commentaire sur Daniel de saint Jérôme, cependant, tout ce texte a entièrement disparu ainsi que d'autres parties du Commentaire de Beatus de Liébana ce qui revient peut-être à un total 36 feuillets disparus sur les 183 d'origine. 51 miniatures sont connues. Deux grandes influences se distinguent dans ces enluminures : l'une d'origine byzantine, dans les draperies en forme de haricot ou de tube que l'on retrouve dans l'enluminure anglaise de l'époque, notamment à Winchester (comme dans la Bible de Winchester). L'autre influence provient de la sculpture de l'époque, qui se retrouve par exemple dans la frise de l'église Santiago (es) de Carrión de los Condes datée elle aussi vers 1180, située sur le chemin de Compostelle.

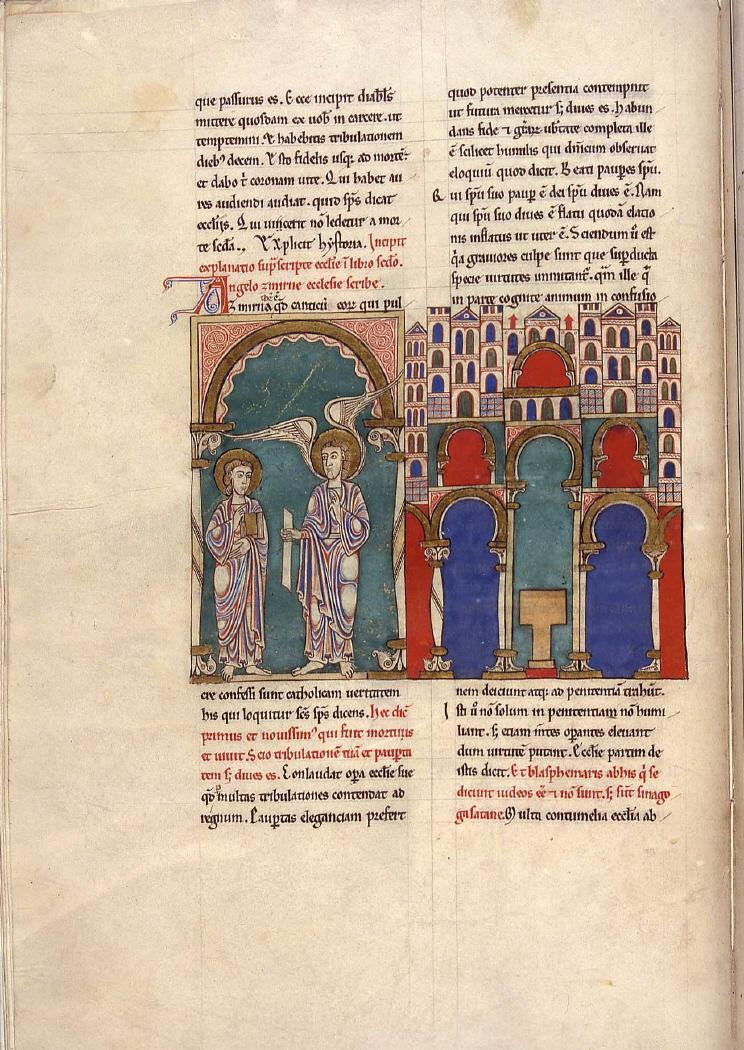
Message à l'église d'Éphèse, miniature conservée au musée archéologique national de Madrid
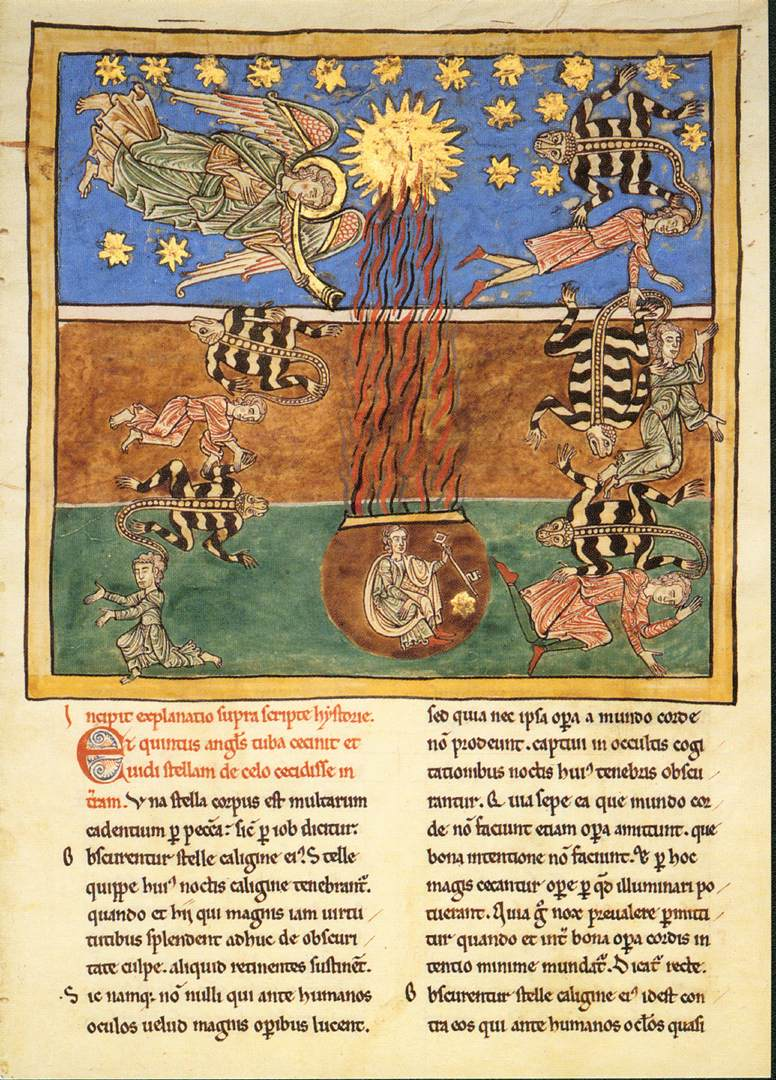
Les Locustes arrivent sur terre, miniature conservée au Metropolitan Museum of Art